# Distretti di Mauritius
I distretti di Mauritius sono la suddivisione territoriale di secondo livello del Paese e sono pari a 9; ad essi sono equiordinate 2 dipendenze (Agalega e Saint Brandon e Cargados Carajos) e una regione (Rodrigues).

## Lista
| Localizzazione | Distretto                       | Capoluogo             | Popolazione (2011) | Superficie (km2) |
| -------------- | ------------------------------- | --------------------- | ------------------ | ---------------- |
|                | Distretto di Black River        | Tamarin               | 76 604             | 259              |
|                | Distretto di Flacq              | Centre de Flacq       | 135 406            | 298              |
|                | Distretto di Grand Port         | Mahébourg             | 110 907            | 259              |
|                | Distretto di Moka               | Moka                  | 82 302             | 231              |
|                | Distretto di Pamplemousses      | Pamplemousses         | 136 268            | 179              |
|                | Distretto di Plaines Wilhems    | Beau Bassin-Rose Hill | 362 292            | 205              |
|                | Distretto di Port Louis         | Port Louis            | 118 431            | 44               |
|                | Distretto di Rivière du Rempart | Poudre d'Or           | 106 267            | 148              |
|                | Distretto di Savanne            | Souillac              | 67 906             | 243              |
|                | Agalega e Saint Brandon         | Port Louis            | 274                | 70               |
|                | Cargados Carajos                | Port Louis            |                    | 1                |
|                | Rodrigues                       | Port Mathurin         | 40 434             | 104              |